# Lascuarre
Lascuarre (en catalan Lasquarri et en aragonais Llascuarre) est un village et une commune espagnole appartenant à la province de Huesca (Aragon, Espagne) dans la comarque de la Ribagorce et le partit judicial de Benabarre, au Nord de laquelle elle se trouve.
La langue patrimoniale, bien vivante, est le catalan ribagorçan. La commune fait donc partie de la Franja de Ponent (Frange occidentale de la langue catalane).

## Géographie
Par la route A 2613, le village communique avec la vallée de l'Isàvena et, indirectement, avec la N-230 (Toulouse) - Vielha - Lérida - Tortosa.

## Démographie
La population de la commune est d'environ 150 habitants, avec tendance à la baisse.

## Économie
La commune vit principalement d'agriculture et d'élevage. D'anciens champs en voie de boisement témoignent d'une certaine déprise agricole.

## Lieux et monuments
En plus de son église, la commune possède, à l'est du village, la chapelle Sant Martí de Lasquarri, romane (du XIIe – XIIIe siècles), en bon état de conservation.